# Paradise (Oregon)
Paradise az Amerikai Egyesült Államok északnyugati részén, Oregon állam Wallowa megyéjében, a washingtoni államhatár és az Oregon Route 3 közelében elhelyezkedő önkormányzat nélküli település. Az OR-3 egykor keresztülhaladt a helységen.
A település nevét az 1878 októberében a térségbe érkező Sam Wade, Pres Halley és William Masterson farmerektől kapta, akik állataiknak téli szálláshelyet kerestek. A Wallowa-völgybe visszatérve a többieknek elmondták, hogy „szabályos paradicsomra” bukkantak. Az év novemberében a telepesek tömegével költöztették át állataikat, azonban a tél kemény volt, és sok szarvasmarha elpusztult.
A posta 1889 és 1942 között működött.

## Fordítás
- Ez a szócikk részben vagy egészben  a   Paradise, Oregon című angol Wikipédia-szócikk ezen változatának fordításán alapul.  Az eredeti cikk szerkesztőit annak laptörténete sorolja fel. Ez a jelzés csupán a megfogalmazás eredetét és a szerzői jogokat jelzi, nem szolgál a cikkben szereplő információk forrásmegjelöléseként.